# Lingen (Ems)
Lingen (Ems) is een stad en gemeente in de Duitse deelstaat Nedersaksen. De gemeente is gelegen in het landkreis Emsland. De stad telt 55.232 inwoners en is een van de zeven Große selbständige Städte in Nedersaksen.

## Geografie
Lingen heeft een oppervlakte van 176,13 km² en ligt in het noordwesten van Duitsland.
In godsdienstig opzicht wijkt Lingen enigszins af van de rest van het Eemsland. De stad heeft nl. een opvallend grote protestantse minderheid (getallen van 1 maart 2019):
| Gezindte        | Aantal | Percentage |
| --------------- | ------ | ---------- |
| rooms-katholiek | 31.070 | 54,28 %    |
| evang.-luthers  | 10.766 | 18,81 %    |
| gereformeerd    | 2.184  | 3,82 %     |
| oud-katholiek   | 11     |            |
| overige         | 96     |            |
| geen opgave     | 13.112 | 22,91 %    |

## Gemeente-indeling
De stad Lingen (Ems) bestaat uit de historische binnenstad (het gebied op de kaart, waar geen getal in staat), bestaande uit het oude centrum en de bijbehorende stadsdelen: Reuschberge, Stroot, Damaschke, Heukamps-Tannen en Telgenkamp.
Verder zijn er 10 omliggende dorpen , die vroeger zelfstandige gemeentes waren. Dit zijn  Altenlingen, Baccum, Bramsche, Brockhausen, Brögbern, Clusorth-Bramhar, Darme, Holthausen, Laxten en Schepsdorf. De 5 andere Ortsteile van onderstaande lijst met bijbehorende kaart waren vroeger onderdelen van een van deze vroegere gemeentes. Het getal tussen haakjes hierachter is het aantal inwoners ultimo 2017, afgerond op 100.
| 1. Altenlingen (3.000) 2. Baccum excl. Münnigbüren en Ramsel (1.700) 3. Biene (2.400) 4. Bramsche (2.300) 5. Brockhausen (200) 6. Brögbern (3.000) 7. Clusorth-Bramhar (900) 8. Darme, eigenlijk een deel van Schepsdorf (4.100) 9. Estringen (200) 10. Holthausen (1.000) 11. Hüvede-Sommeringen (200) 12. Laxten (700) 13. Mundersum (100) 14. Münnigbüren, een wijk van Baccum (200) 15. Ramsel, een wijk van Baccum (700) 16. Schepsdorf (1.900) 17. Wachendorf (100) 18. Lingen zelf (27.800) |

Totaal ultimo 2017 ca. 54.100; totaal gehele gemeente ultimo 2018 54.422 inwoners.

## Geschiedenis

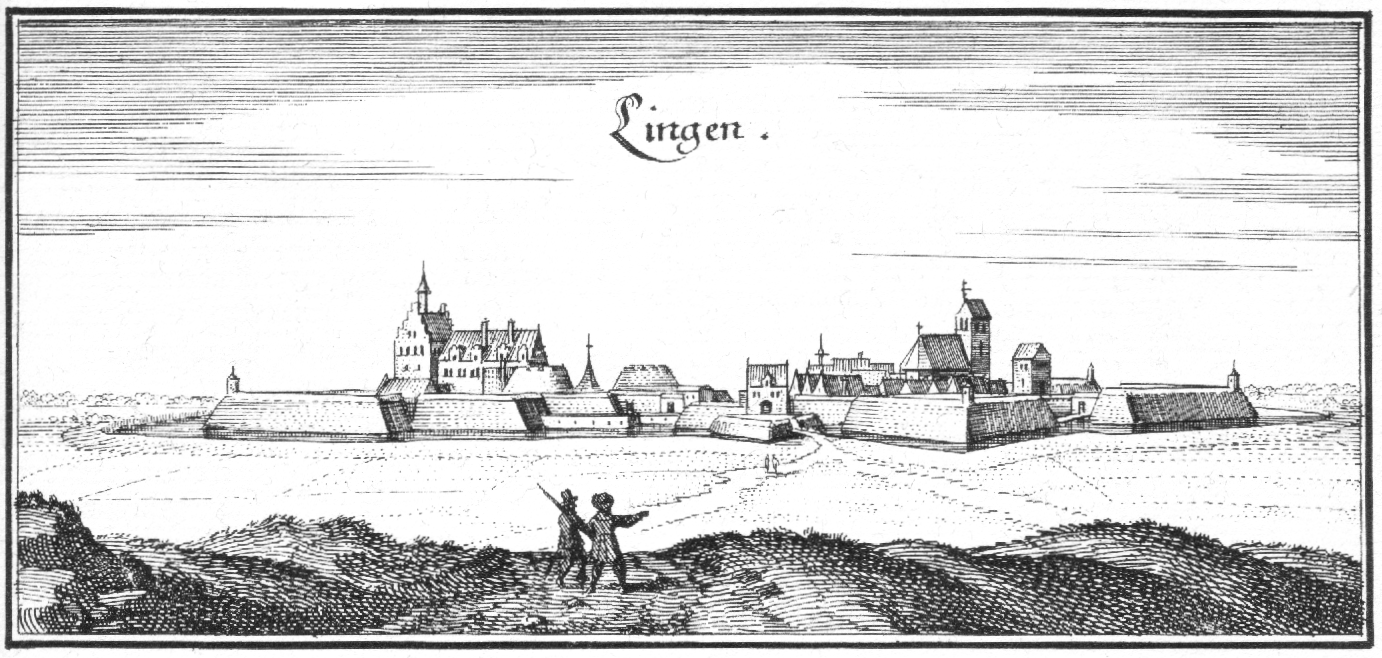
Lingen 1647

De geschiedenis van Lingen is met name vanaf de zestiende eeuw verbonden met het huis Oranje. De geschiedenis gaat terug naar 975, toen Lingen het eerst in de archieven genoemd werd. Lingen lag op het kruispunt van twee belangrijke wegen, de Vlaamse en de Friese "Straße" en was zodoende al in de middeleeuwen een handelscentrum. Lingen maakte in 1227 deel uit van het gelijknamige graafschap Lingen. Het graafschap werd vanaf de 16e eeuw tot de Nederlanden gerekend. In 1597 veroverde Maurits van Nassau, de latere prins van Oranje, de vestingstad. In 1605 heroverde Ambrogio Spinola de stad. In 1632 ging de stad naar het bezit van het huis Oranje tot de dood van stadhouder Willem III. Daarna, in 1702, kwam het Graafschap in Pruisische handen. Later waren respectievelijk Napoleon, Pruisen, Hannover (1815-1866), weer Pruisen (1866-1871) en daarna het Duitse Keizerrijk (1871-1918) de politieke machthebbers over Lingen. Zie voor de periode van Adolf Hitlers Derde Rijk ook: Emslandlager. Lingen is een zelfstandige stad in de deelstaat Nedersaksen.

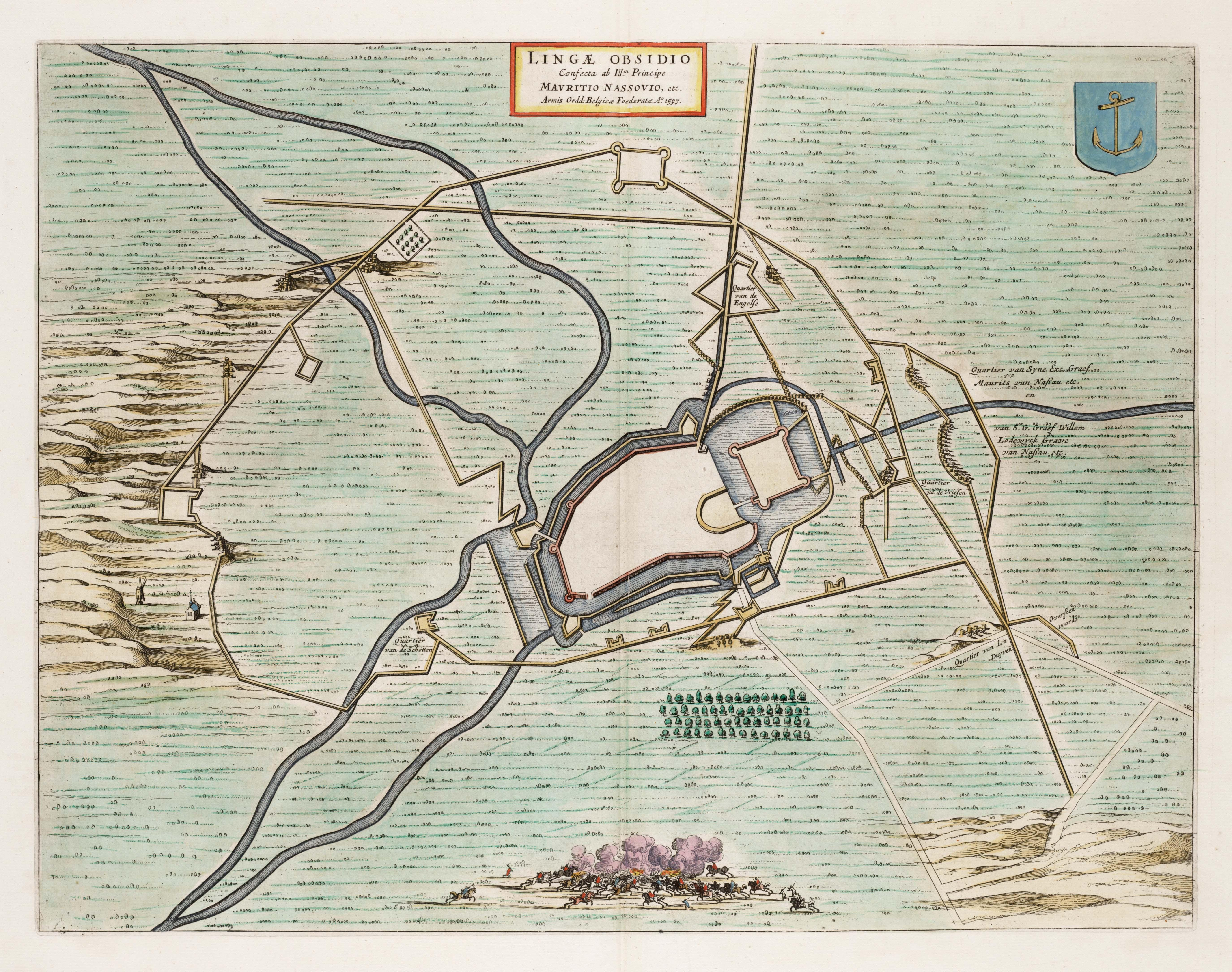
Het beleg van Lingen in 1597 door Maurits van Nassau, de latere prins van Oranje

## Economie
- Er staan twee kerncentrales in de buurt van Lingen. Dit zijn Kerncentrale Lingen en Kerncentrale Emsland. Daarbij is er een bedrijf gevestigd, dat brandstofelementen voor kerncentrales fabriceert.
- In Lingen, in de noordelijke stadsdelen Holthausen en Biene,  zijn de BP - olieraffinaderijen gevestigd, waar de in het Eemsland opgepompte aardolie verwerkt wordt. Hiermee in verband is er een bedrijf gevestigd, dat installaties en pijpleidingen voor raffinaderijen maakt en repareert, alsmede een polymeerfabriek, die zgn. smart polymers maakt.
- Een Oostenrijks staalconcern bezit te Lingen een staalfabriek, gebaseerd op recycling van schroot.
- De stad is via kanalen met het Dortmund-Eemskanaal verbonden en heeft verscheidene binnenhavens voor vrachtschepen.
- De Duitse supermarktketen Aldi-Nord heeft in de gemeente een groot logistiek centrum.
- Lingen beschikte tot plm. 1980 over een zeer uitgestrekt rangeerterrein, waar ook fabriekshallen stonden, waar treinen werden gerepareerd en schoongemaakt. Een van die hallen herbergt thans de Kunsthalle. Een ander terrein is nu een dochteruniversiteit van de Technische Universiteit van Osnabrück.

## Bezienswaardigheden
- Museum Kunsthalle Lingen (wisseltentoonstellingen hedendaagse kunst) in een voormalige fabriekshal

## Warmtemeting
Op 25 juli 2019 werd in Lingen een temperatuur gemeten van 42,6 °C. Hiermee werd het Duitse warmterecord van Kitzingen, dat op 40,3 °C stond, ruim verbroken. Echter, dit record werd in december 2020 alsnog ongeldig verklaard (zoals dat op 25 juli 2019 ook gebeurde met de 42,9° in het Nederlandse Deelen).

## Galerij

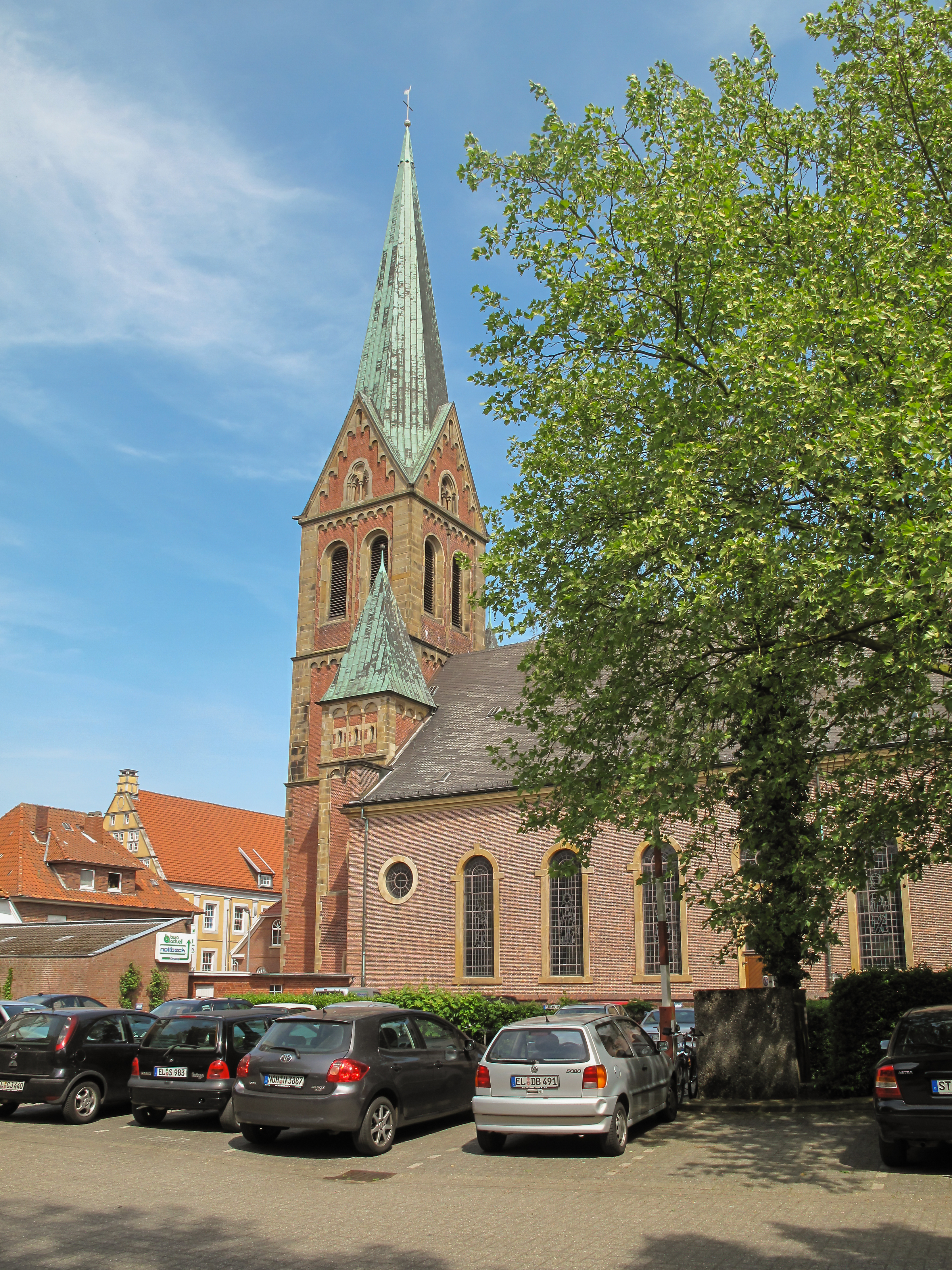
Lingen, St. Bonifatiuskerk (ca. 1832)
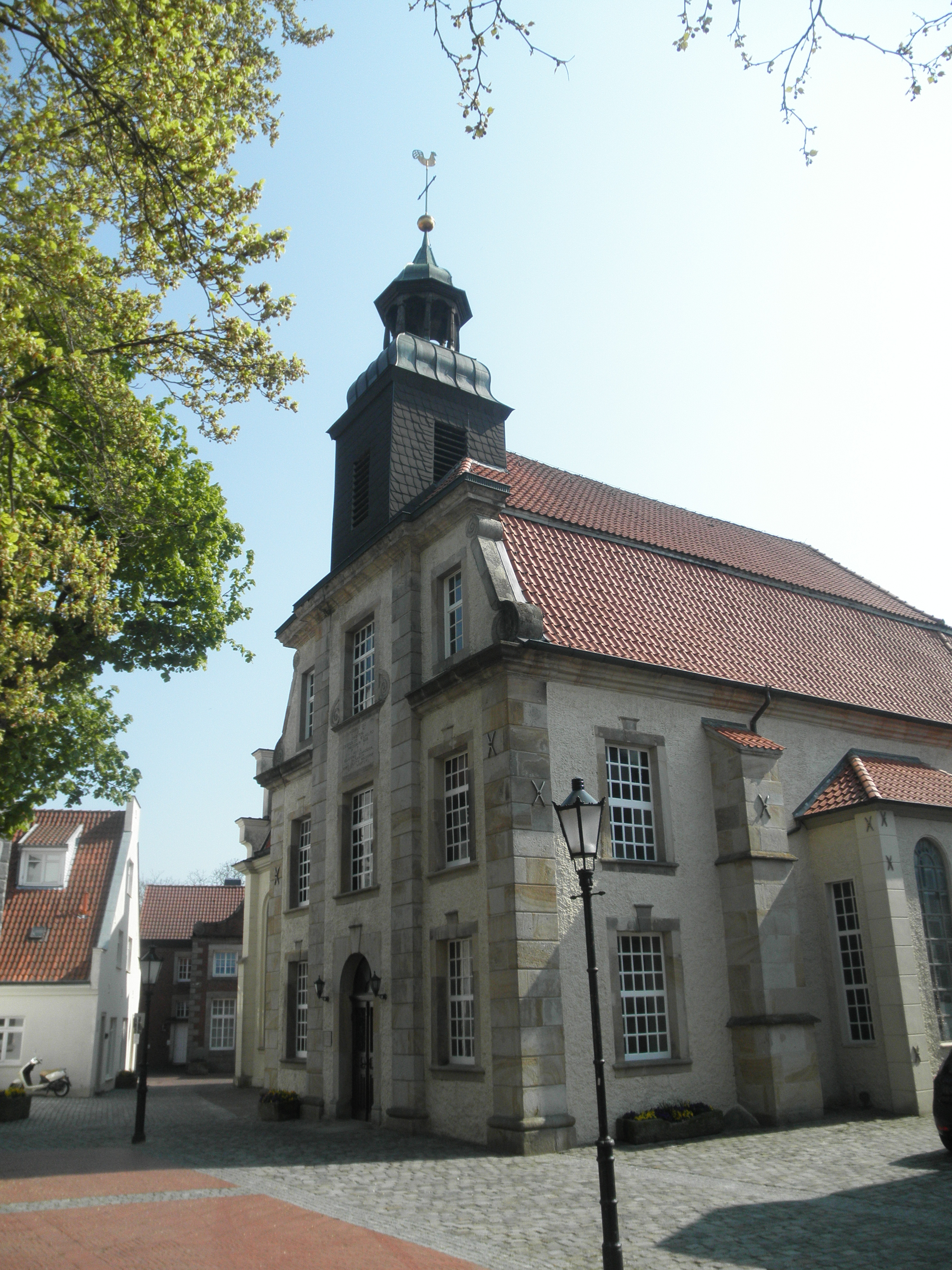
Kruiskerk aan de Universitätsplatz
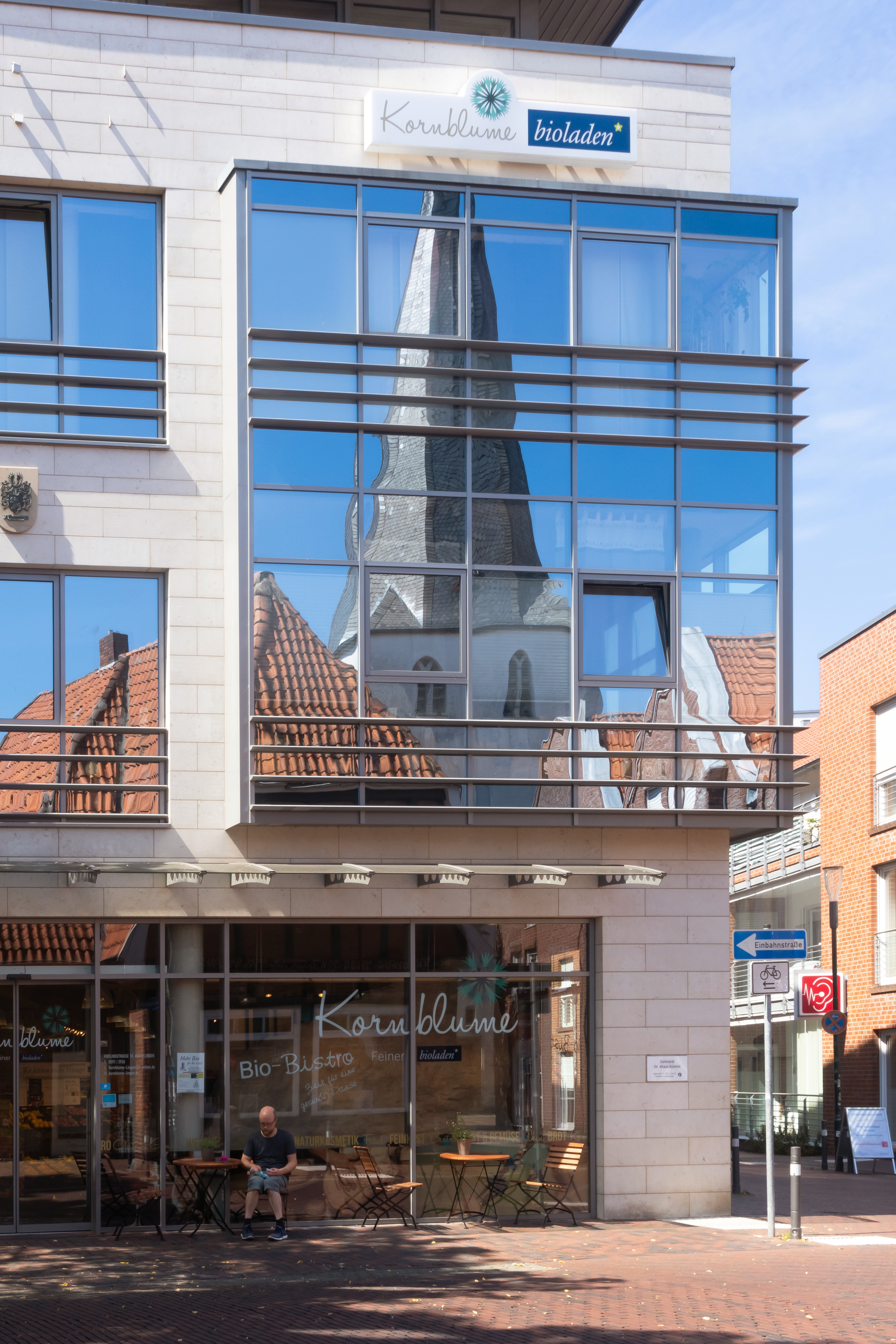
Evangelische kerk gespiegeld in de ramen van de Kornblume
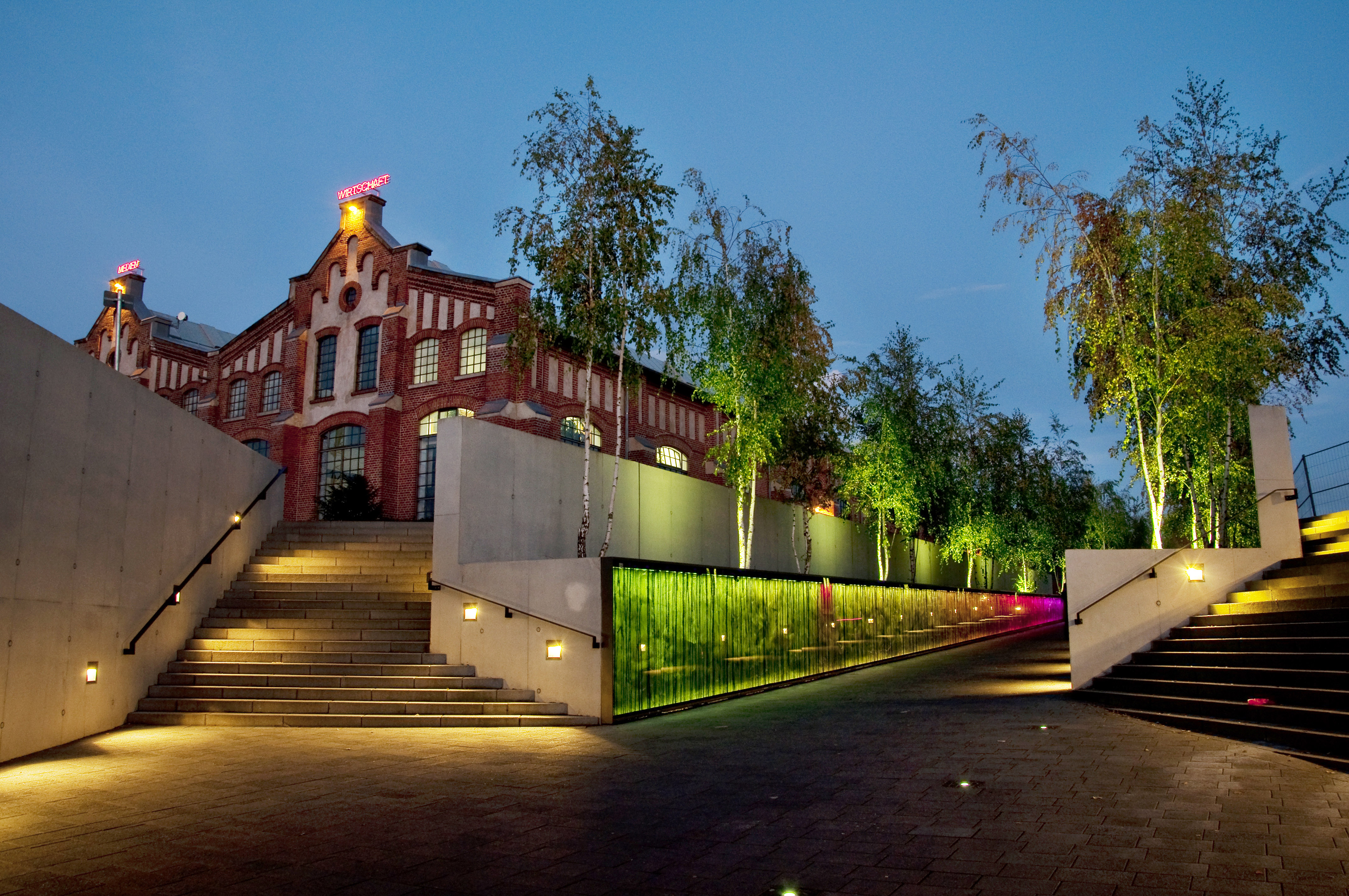
Kunsthalle Lingen in een voormalige fabriekshal van de Spoorwegen met voetgangerstunnel
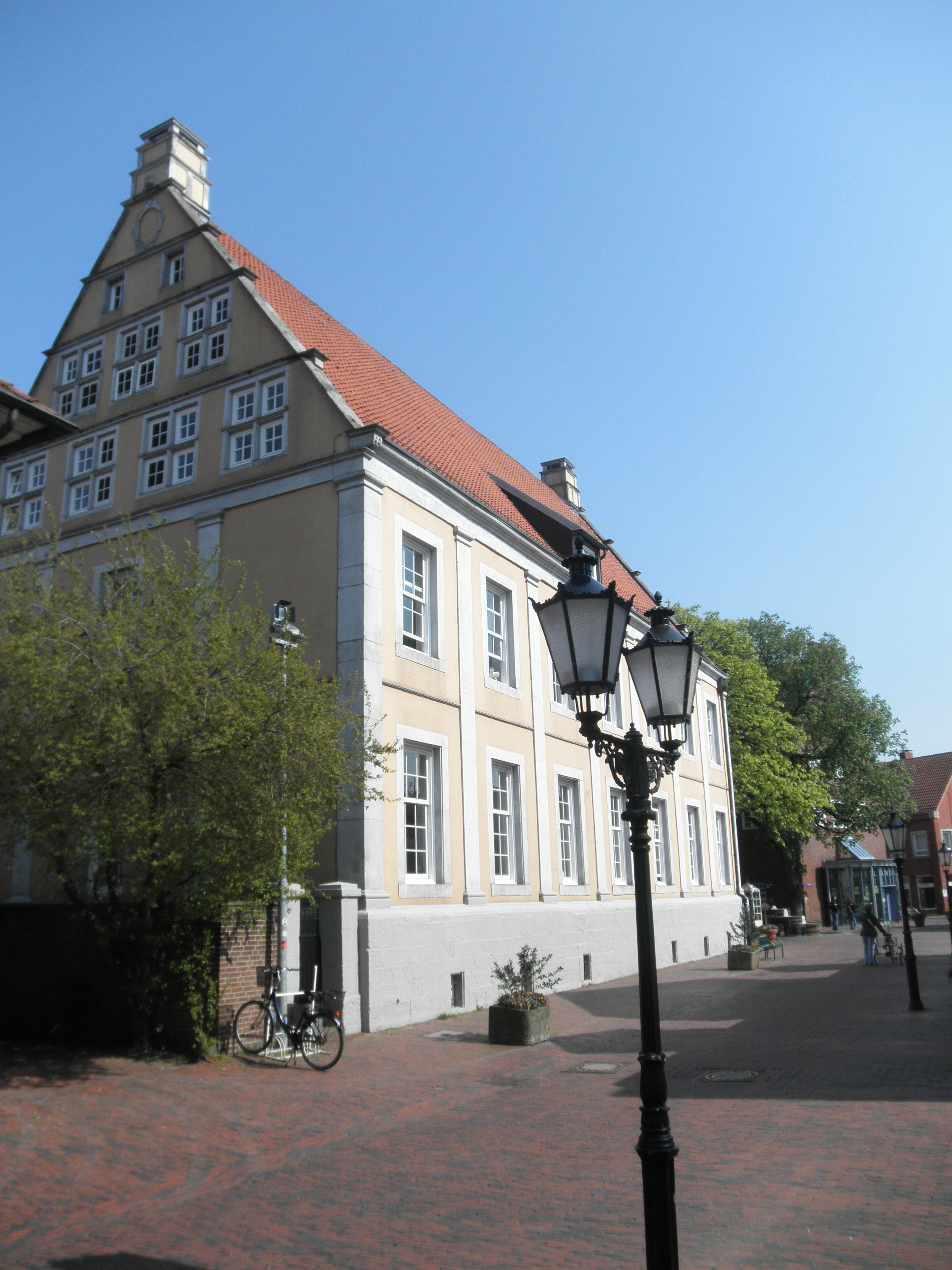
Danckelman-huis[3] (Amtsgericht)
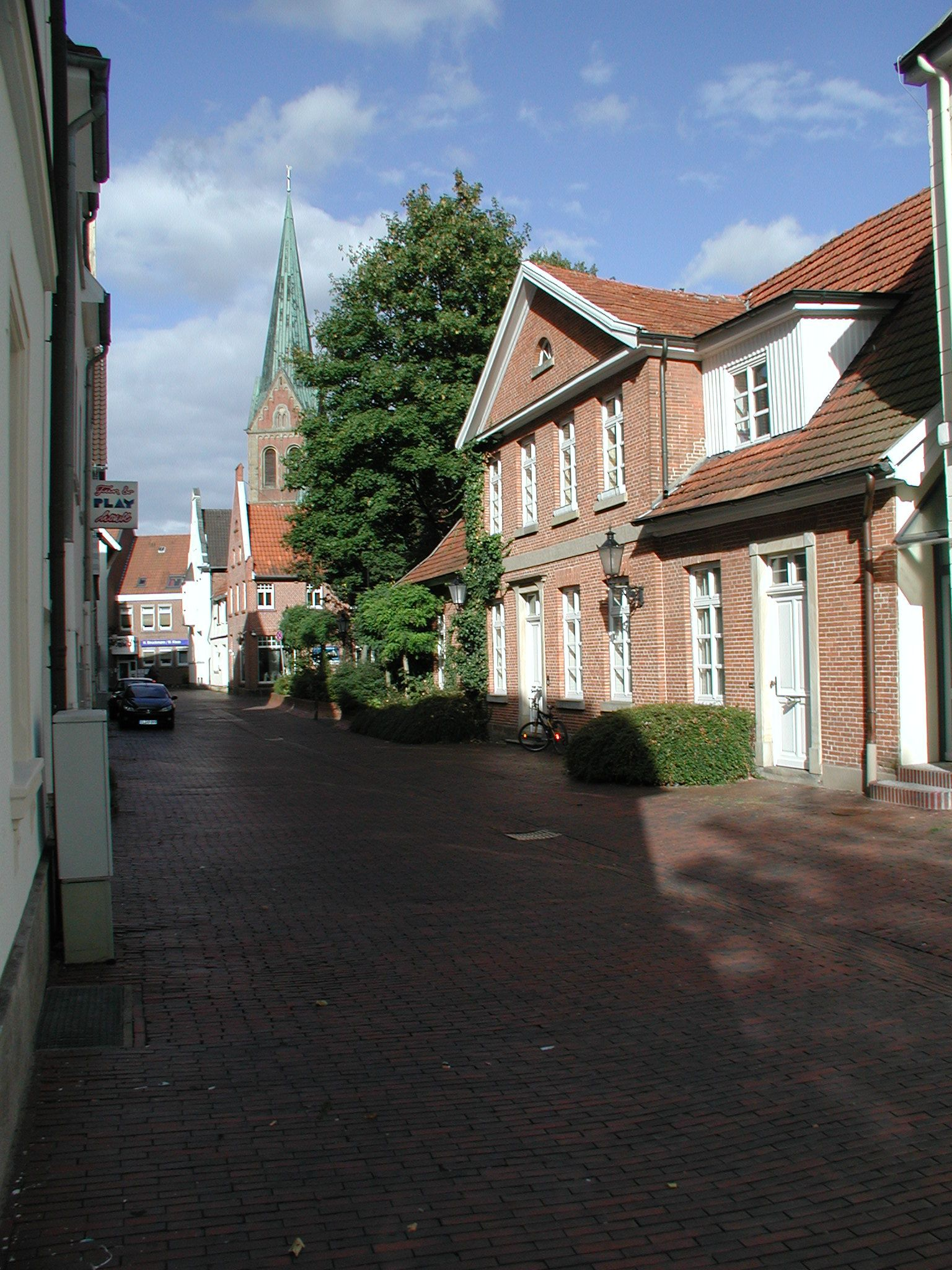
Straat in de binnenstad
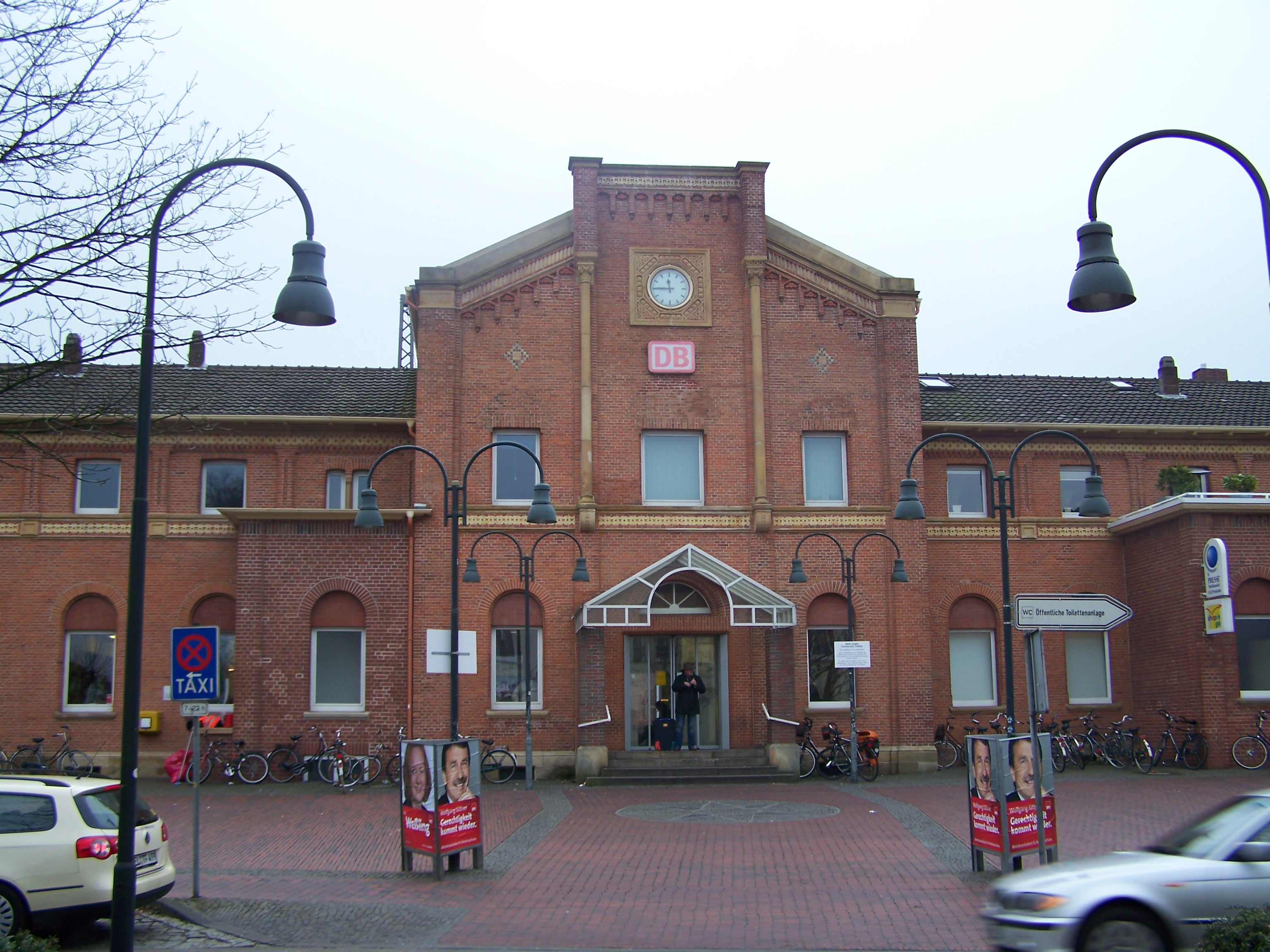
Station Lingen (Ems)
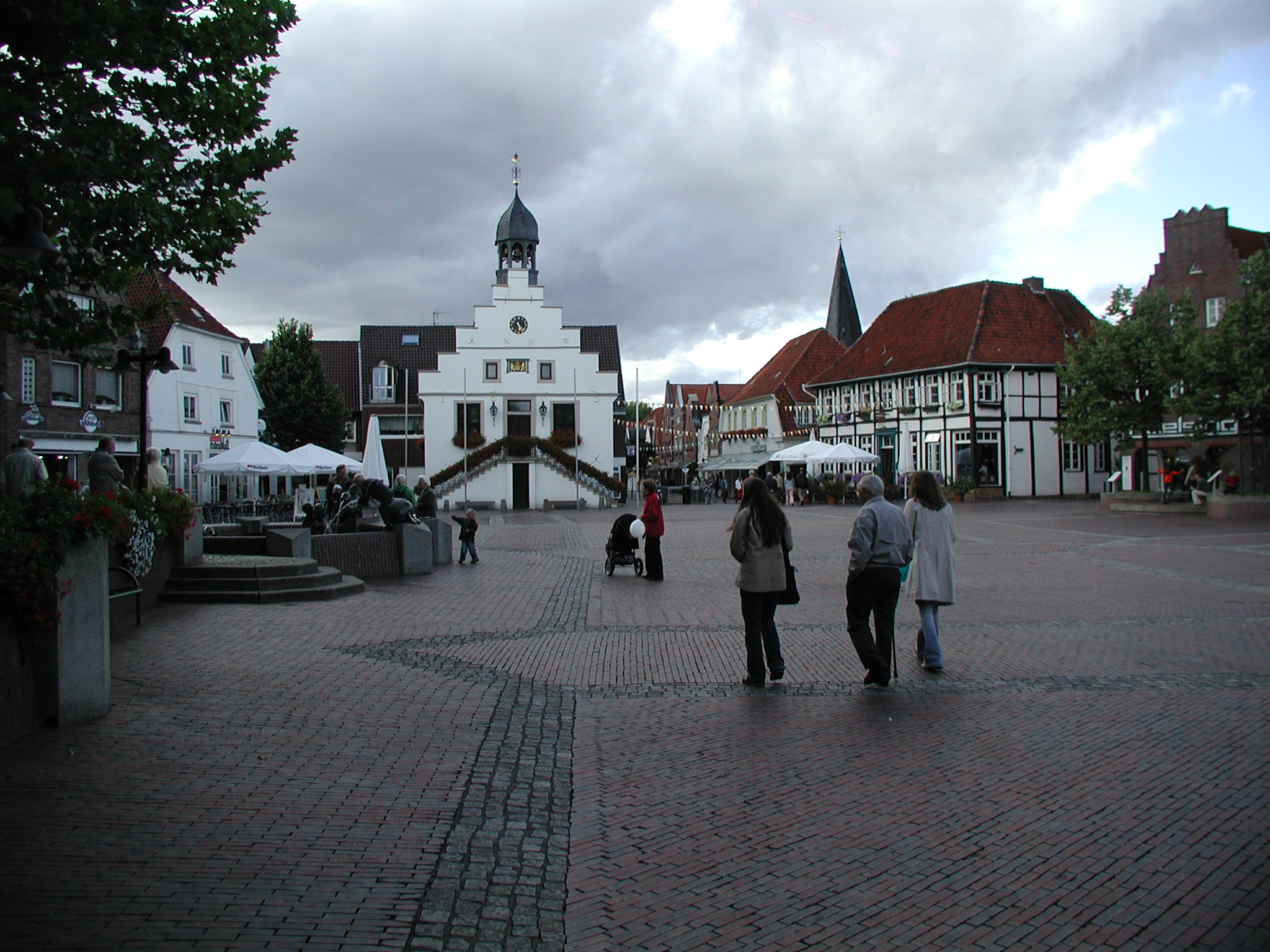
Marktplein en raadhuis
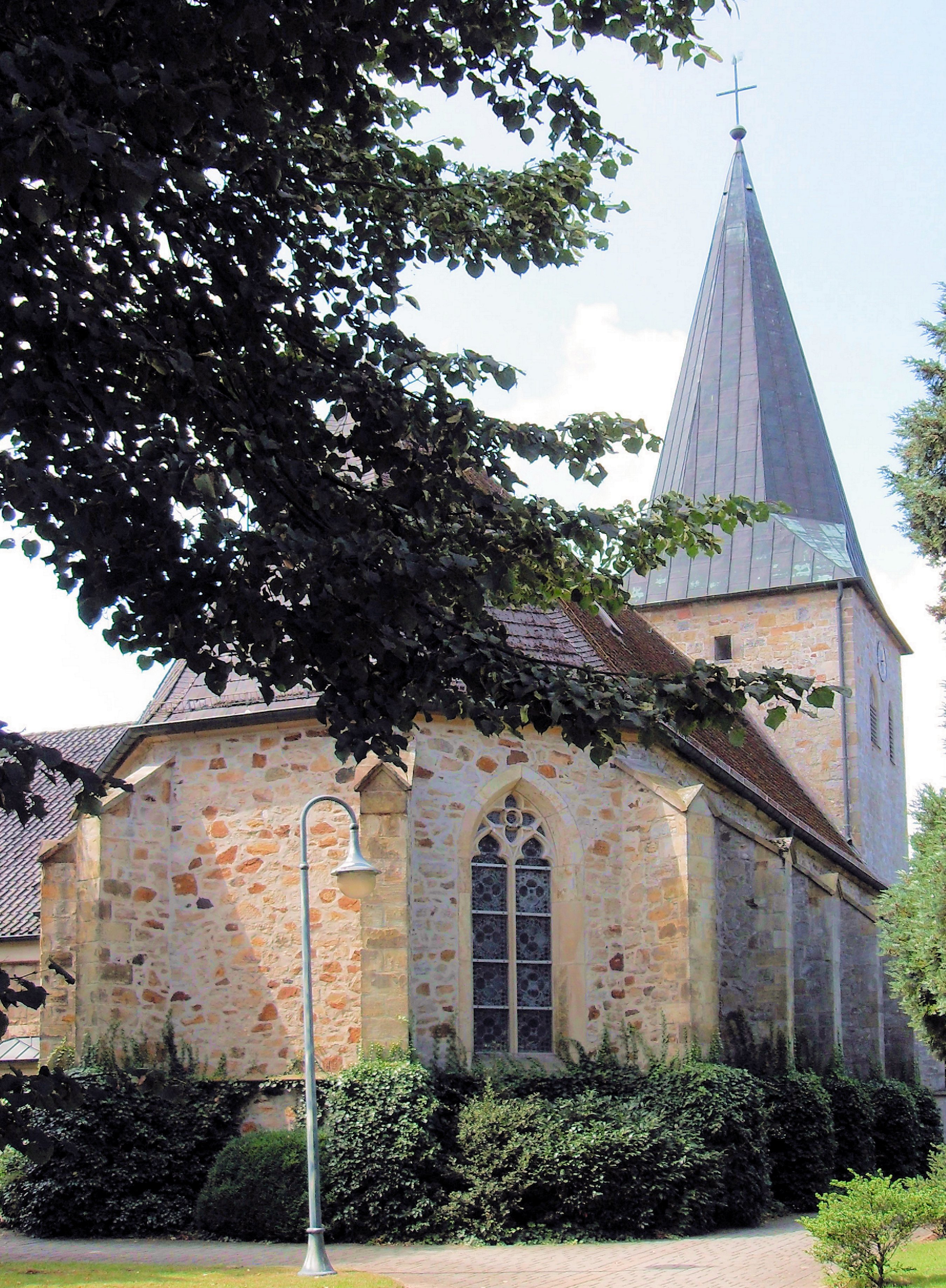
R.K. St. Gertrudiskerk, Lingen-Bramsche

## Geboren in Lingen
- Janik Jesgarzewski (26 januari 1994), voetballer
- Michael Rensing (14 mei 1984) voetbaldoelman
- Dr. Hermann Wilhelm Berning (Lingen, 26 maart 1877 - Osnabrück, 23 november 1955), aartsbisschop, Bisschop van Osnabrück (1914 - 1955); ten tijde van Adolf Hitlers Derde Rijk aanvankelijk, vooral uit afkeer tegen het communisme van de Sovjet-Unie nazi-gezind, vanaf 1941 kritischer, o.a. als tegenstander van het euthanasiebeleid.
- Thilo Leugers (1991), Duitse voetballer (FC Twente)
- Joseph Rosemeyer (1872-1919), wielrenner en lampenfabrikant, oom van Bernd Rosemeyer
- Bernd Rosemeyer (1909 - 1938), autocoureur
- Annette Koop (* 1958), atlete, meervoudige EK en WK in de Masteratletiek
- Ingo Schultz (* 1975), atlete, vicewereldkampioen (Edmonton, 2001) en EK (München, 2002)
- Stefan Wessels (* 1979), Duitse doelman (FC Basel)